# Sarcophaga mouchajosefi
Sarcophaga mouchajosefi är en tvåvingeart som beskrevs av Andy Z. Lehrer 1978. Sarcophaga mouchajosefi ingår i släktet Sarcophaga och familjen köttflugor. Inga underarter finns listade i Catalogue of Life.